# 望郷・美しき妻の別れ
『望郷・美しき妻の別れ』（ぼうきょう うつくしきつまのわかれ）は、フジテレビ系列の「金曜劇場」（毎週金曜日22:00 - 22:54）の枠で、1983年（昭和58年）4月8日から同年5月27日まで放送されていたテレビドラマ。全8話。

## 概要
同じ金曜劇場枠で、倉本聰（君は海を見たか）、山田太一（早春スケッチブック）に続く“作家シリーズ”第三弾で、中島丈博による書き下ろし作品。「海とふるさと」をテーマに、厳冬から早春にかけての青森県東通村白糠でロケを実施。東通村側から、都会で生きることの意味など現代社会を洞察していった。

## 内容
船渡葉子は息子の雄太と一緒に東京から故郷の下北半島・東通村に8年ぶりに帰って来た。喘息を患った雄太の転地療養というのが表向きの理由だったが、実際は夫の浩一郎に愛人がいるのを知って夫婦生活に疲れ、家に離婚届を置いて出て来たのだった。しかし久しぶりに帰って来た村は、マグロで賑わっていたという葉子の知っている当時の様子は無く、火力発電所建設問題に揺れ動き、村の漁民たちも発電所の補償金をあてにして働かず、まさに村は醜悪な事態を迎えていた。葉子の生家は民宿で、義姉（葉子の兄の嫁）の珠代が主人として営んでいた。一方で、葉子の母のオナの姉・ヒナはすっかり認知症を患っていた。そして葉子は村で漁師の石泊守幸に出会い、葉子の求めていたふるさとというものを守幸の中に見つけるのだった。

## キャスト
- 船渡葉子：小柳ルミ子
- 石泊守幸：藤岡弘
- 常本浩一郎（葉子の元夫）：津川雅彦
- 船渡雄太：神藤一弘
- 船渡珠代：江波杏子
- 大館銀市（アワビ漁師）：室田日出男
- 板部ヒナ（葉子の叔母）：北林谷栄
- 船渡オナ（葉子の母）：初井言栄
- 勝政（葉子の兄）：犬塚弘
- 松田千代松（漁師）：大滝秀治
- 石母田菊男：三浦浩一
- 浩一郎の愛人：中村れい子
- 貞子（浩一郎の姉）：黒田郷子
- 伊神基成（ホテル「ニューサリバン」社長）：ハナ肇
- ：佐藤輝
- ：古館ゆき
- ：野村昭子
- ：須永千重

## スタッフ
- 脚本：中島丈博
- 演出：森川時久（第1 - 3話、6 - 8話）、浜忠臣（第4 - 5話）
- 制作：中本逸郎
- 音楽：菊池俊輔
- 撮影技術：秋場武男
- 美術：松下朗
- 制作：フジテレビ

## 関連文献
- 中島丈博『望郷』映人社、1983年4月15日。

| フジテレビ系 金曜劇場 | フジテレビ系 金曜劇場 | フジテレビ系 金曜劇場 |
| 前番組                | 番組名                | 次番組                |
| --------------------- | --------------------- | --------------------- |
| 早春スケッチブック    | 望郷・美しき妻の別れ  | 変身願望              |